# Setina aurantiaca
Setina aurantiaca är en fjärilsart som beskrevs av Barend J. Lempke 1961. Setina aurantiaca ingår i släktet Setina och familjen björnspinnare. Inga underarter finns listade i Catalogue of Life.